# Prunet (Cantal)
Pour les articles homonymes, voir Prunet.
Prunet est une commune française, située dans le département du Cantal en région Auvergne-Rhône-Alpes.

## Géographie

### Localisation
Prunet est une commune du Cantal, située dans la Châtaigneraie, à seulement quelques kilomètres au sud d'Aurillac. Le village fait partie du canton d'Arpajon-sur-Cère. À proximité de ce village du sud Cantal se trouvent les communes d'Arpajon-sur-Cère, Lacapelle del Fraisse, Lafeuillade-en-Vézie, Ladinhac, Teissières-les-Bouliès, Leucamp et Roannes Saint-Mary.
La commune de Prunet s'étend sur une surface totale de 2 735 hectares. Parmi ceux-ci, 730 sont recouverts par des bois, soit environ 27 % du territoire de la commune dans son ensemble. C'est grâce à ces nombreuses forêts et autres surfaces boisées que la commune de Prunet est reconnue comme un territoire privilégié pour la pousse des champignons, mis à l'honneur durant la Fête des Champignons. Le relief de la commune varie de 635 mètres dans la vallée du ruisseau de Roannes à 825 mètres sur les plateaux localisés au nord-est de la commune.
En plus du bourg, la commune compte trente hameaux.
Les communes limitrophes sont Arpajon-sur-Cère, Labrousse, Ladinhac, Lafeuillade-en-Vézie, Leucamp, Roannes-Saint-Mary et Teissières-lès-Bouliès.
|                    | Arpajon-sur-Cère               | Labrousse              |
| Roannes-Saint-Mary | Prunet                         | Teissières-lès-Bouliès |
|                    | Lafeuillade-en-Vézie, Ladinhac | Leucamp                |

### Hydrographie
Plusieurs cours d'eau, dont le ruisseau de Roannes (ou ruisseau de Roques dans sa partie amont), composent le réseau hydrographique de la commune, rattaché au bassin versant de la Cère.

### Climat
Pour des articles plus généraux, voir Climat d'Auvergne-Rhône-Alpes et Climat du Cantal.
En 2010, le climat de la commune est de type climat de montagne, selon une étude du CNRS s'appuyant sur une série de données couvrant la période 1971-2000. En 2020, Météo-France publie une typologie des climats de la France métropolitaine dans laquelle la commune est exposée à un climat de montagne ou de marges de montagne et est dans la région climatique  Ouest et nord-ouest du Massif Central, caractérisée par une pluviométrie annuelle de 900 à 1 500 mm, maximale en automne et en hiver. 
Pour la période 1971-2000, la température annuelle moyenne est de 9,3 °C, avec une amplitude thermique annuelle de 15,4 °C. Le cumul annuel moyen de précipitations est de 1 219 mm, avec 12,9 jours de précipitations en janvier et 7,6 jours en juillet. Pour la période 1991-2020, la température moyenne annuelle observée sur la station météorologique de Météo-France la plus proche, sur la commune d'Aurillac à 12 km à vol d'oiseau, est de 10,5 °C et le cumul annuel moyen de précipitations est de 1 134,7 mm,. Pour l'avenir, les paramètres climatiques de la commune estimés pour 2050 selon différents scénarios d'émission de gaz à effet de serre sont consultables sur un site dédié publié par Météo-France en novembre 2022.

## Urbanisme

### Typologie
Au 1er janvier 2024, Prunet est catégorisée commune rurale à habitat dispersé, selon la nouvelle grille communale de densité à 7 niveaux définie par l'Insee en 2022.
Elle est située hors unité urbaine. Par ailleurs la commune fait partie de l'aire d'attraction d'Aurillac, dont elle est une commune de la couronne,. Cette aire, qui regroupe 85 communes, est catégorisée dans les aires de 50 000 à moins de 200 000 habitants,.

### Occupation des sols
L'occupation des sols de la commune, telle qu'elle ressort de la base de données européenne d’occupation biophysique des sols Corine Land Cover (CLC), est marquée par l'importance des territoires agricoles (63,7 % en 2018), en augmentation par rapport à 1990 (61 %). La répartition détaillée en 2018 est la suivante : 
zones agricoles hétérogènes (54,5 %), forêts (36,3 %), prairies (9,2 %). L'évolution de l’occupation des sols de la commune et de ses infrastructures peut être observée sur les différentes représentations cartographiques du territoire : la carte de Cassini (XVIIIe siècle), la carte d'état-major (1820-1866) et les cartes ou photos aériennes de l'IGN pour la période actuelle (1950 à aujourd'hui).

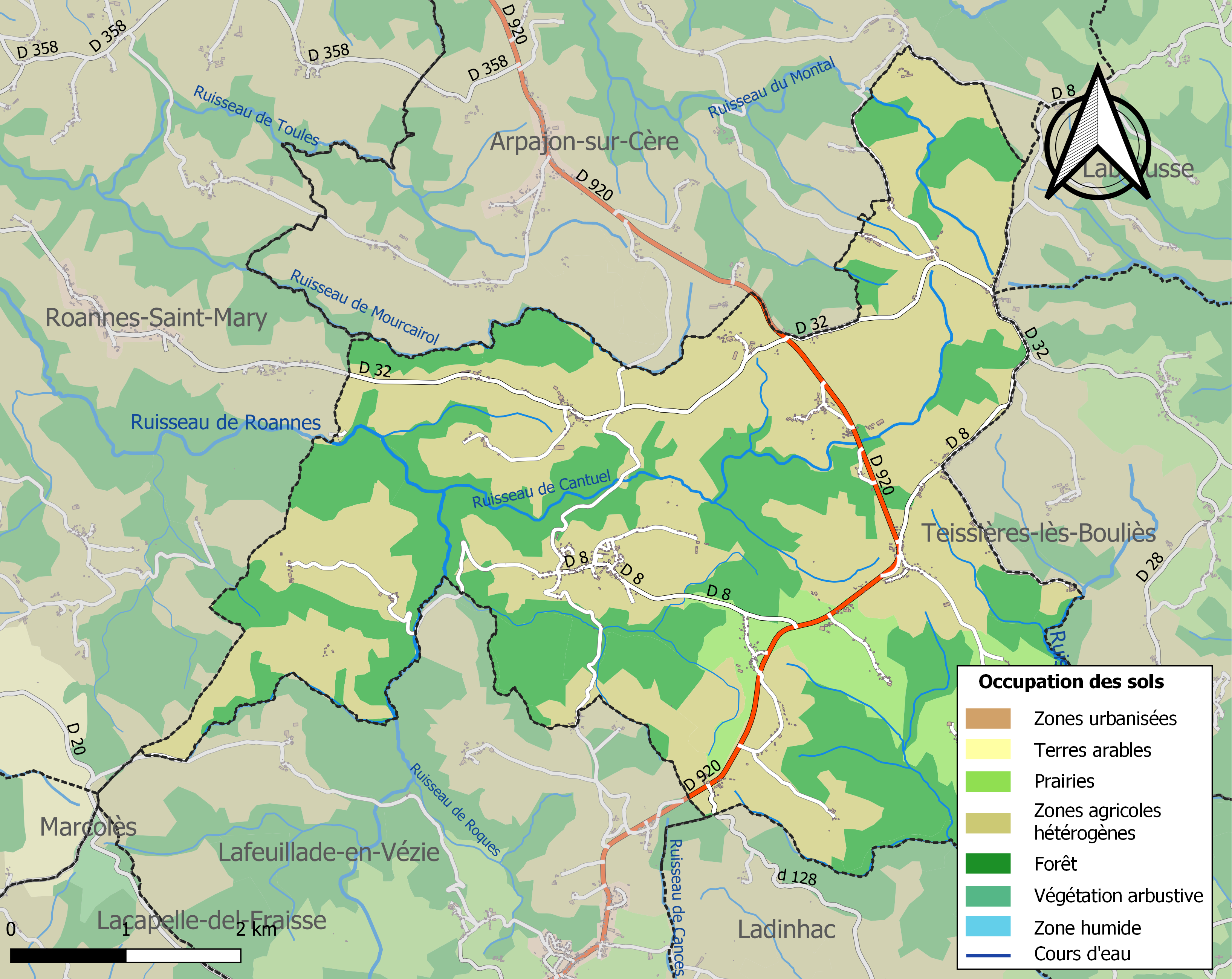
Carte des infrastructures et de l'occupation des sols de la commune en 2018 (CLC).

### Habitat et logement
En 2018, le nombre total de logements dans la commune était de 318, alors qu'il était de 307 en 2013 et de 256 en 2008.
Parmi ces logements, 83 % étaient des résidences principales, 11,9 % des résidences secondaires et 5,1 % des logements vacants. Ces logements étaient pour 98,7 % d'entre eux des maisons individuelles et pour 1,3 % des appartements.
Le tableau ci-dessous présente la typologie des logements à Prunet en 2018 en comparaison avec celle du Cantal et de la France entière. Une caractéristique marquante du parc de logements est ainsi une proportion de résidences secondaires et logements occasionnels (11,9 %) inférieure à celle du département (20,4 %) mais supérieure à celle de la France entière (9,7 %). Concernant le statut d'occupation de ces logements, 90,3 % des habitants de la commune sont propriétaires de leur logement (88,8 % en 2013), contre 70,4 % pour le Cantal et 57,5 pour la France entière.
| Typologie                                               | Prunet | Cantal | France entière |
| ------------------------------------------------------- | ------ | ------ | -------------- |
| Résidences principales (en %)                           | 83     | 67,7   | 82,1           |
| Résidences secondaires et logements occasionnels (en %) | 11,9   | 20,4   | 9,7            |
| Logements vacants (en %)                                | 5,1    | 11,9   | 8,2            |

## Toponymie
Du latin prunus, était planté de pruniers.
Les habitants de Prunet sont appelés les Prunetoises et les Prunetois.

## Histoire
Jusqu'à la Révolution, Prunet est une possession du chapitre d’Aurillac, les moines en étaient les seigneurs.
| Entrée en fonction | Fin de la fonction | Prieur                           | Note                       |
| 1517               | ?                  | Abbé Maurice de Pouzols          |                            |
| 1620               | 1632               | Abbé Nicolas Bonhomme            |                            |
| 1632               | 1668               | Abbé Jehan Daudé                 |                            |
| 1704               | ?                  | Abbé N. Mabit                    |                            |
| 1706               | ?                  | Abbé Charles-Alexandre d’Estaing |                            |
| 1743               | ?                  | Abbé Joseph de La Force          |                            |
| 1769               | 1787               | Abbé Denis La Vaissière          | Abbé N. Garrouste, vicaire |
| 1787               | 1790               | Abbé N. Ambert                   |                            |
| 1790               | 1790               | Abbé N. de La Serre              |                            |

Le bourg est incendié en 1750 causant de grands dommages.

## Politique et administration
| Période                                  | Période  | Identité          | Étiquette | Qualité              |
| ---------------------------------------- | -------- | ----------------- | --------- | -------------------- |
| Les données manquantes sont à compléter. |          |                   |           |                      |
| 1915                                     | 1919     | André Lasfargues  |           |                      |
| 1919                                     | 1940     | Jules Delhostal   |           |                      |
| 1940                                     | 1959     | Louis Roquesalane |           |                      |
| 1959                                     | 1977     | Léon Semete       |           |                      |
| 1977                                     | 1995     | Baptiste Combes   |           |                      |
| 1995                                     | 2008     | François Bromet   |           |                      |
| mars 2008                                | 2020     | Michel Méral      | DVD       | Agriculteur retraité |
| mai 2020                                 | En cours | David Ernest      |           | Ambulancier          |

## Population et société

### Démographie

#### Évolution démographique
L'évolution du nombre d'habitants est connue à travers les recensements de la population effectués dans la commune depuis 1793. Pour les communes de moins de 10 000 habitants, une enquête de recensement portant sur toute la population est réalisée tous les cinq ans, les populations de référence des années intermédiaires étant quant à elles estimées par interpolation ou extrapolation. Pour la commune, le premier recensement exhaustif entrant dans le cadre du nouveau dispositif a été réalisé en 2006.

En 2022, la commune comptait 686 habitants, en évolution de +3,63 % par rapport à 2016 (Cantal : −1,08 %, France hors Mayotte : +2,11 %).
| 1793 | 1800 | 1806 | 1821 | 1831 | 1836 | 1841 | 1846 | 1851 |
| ---- | ---- | ---- | ---- | ---- | ---- | ---- | ---- | ---- |
| 652  | 550  | 786  | 844  | 772  | 701  | 704  | 761  | 731  |

| 1856 | 1861 | 1866 | 1872 | 1876 | 1881 | 1886 | 1891 | 1896 |
| ---- | ---- | ---- | ---- | ---- | ---- | ---- | ---- | ---- |
| 727  | 711  | 720  | 700  | 650  | 635  | 646  | 568  | 600  |

| 1901 | 1906 | 1911 | 1921 | 1926 | 1931 | 1936 | 1946 | 1954 |
| ---- | ---- | ---- | ---- | ---- | ---- | ---- | ---- | ---- |
| 546  | 501  | 550  | 511  | 562  | 504  | 473  | 491  | 490  |

| 1962 | 1968 | 1975 | 1982 | 1990 | 1999 | 2006 | 2011 | 2016 |
| ---- | ---- | ---- | ---- | ---- | ---- | ---- | ---- | ---- |
| 488  | 462  | 445  | 445  | 505  | 517  | 504  | 594  | 662  |

| 2021 | 2022 | - | - | - | - | - | - | - |
| ---- | ---- | - | - | - | - | - | - | - |
| 686  | 686  | - | - | - | - | - | - | - |

#### Pyramide des âges
La population de la commune est relativement jeune. En 2018, le taux de personnes d'un âge inférieur à 30 ans s'élève à 32,8 %, soit un taux supérieur à la moyenne départementale (27,0 %). À l'inverse, le taux de personnes d'un âge supérieur à 60 ans (20,7 %) est inférieur au taux départemental (35,5 %).
En 2018, la commune comptait 338 hommes pour 340 femmes, soit un taux de 50,15 % de femmes, inférieur au taux départemental (51,13 %).
Les pyramides des âges de la commune et du département s'établissent comme suit :
| Hommes | Classe d’âge | Femmes |
| ------ | ------------ | ------ |
| 0,0    | 90 ou +      | 0,9    |
| 4,5    | 75-89 ans    | 6,9    |
| 15,4   | 60-74 ans    | 13,5   |
| 19,7   | 45-59 ans    | 19,3   |
| 26,7   | 30-44 ans    | 25,3   |
| 10,3   | 15-29 ans    | 11,8   |
| 23,4   | 0-14 ans     | 22,3   |

| Hommes | Classe d’âge | Femmes |
| ------ | ------------ | ------ |
| 1,2    | 90 ou +      | 3,1    |
| 10,1   | 75-89 ans    | 13,5   |
| 22,9   | 60-74 ans    | 22,6   |
| 21,8   | 45-59 ans    | 20,5   |
| 16,1   | 30-44 ans    | 15,2   |
| 13,8   | 15-29 ans    | 11,9   |
| 14,2   | 0-14 ans     | 13,3   |

### Manifestations culturelles et festivités
- Fête des Champignons. Elle existe depuis 1999 et se déroule lors du quatrième week-end de septembre. Un concours de photographies est également organisé à l'occasion de cette fête.
- Fête patronale. Elle est généralement organisée le premier week-end d'août.

## Culture locale et patrimoine

### Lieux et monuments

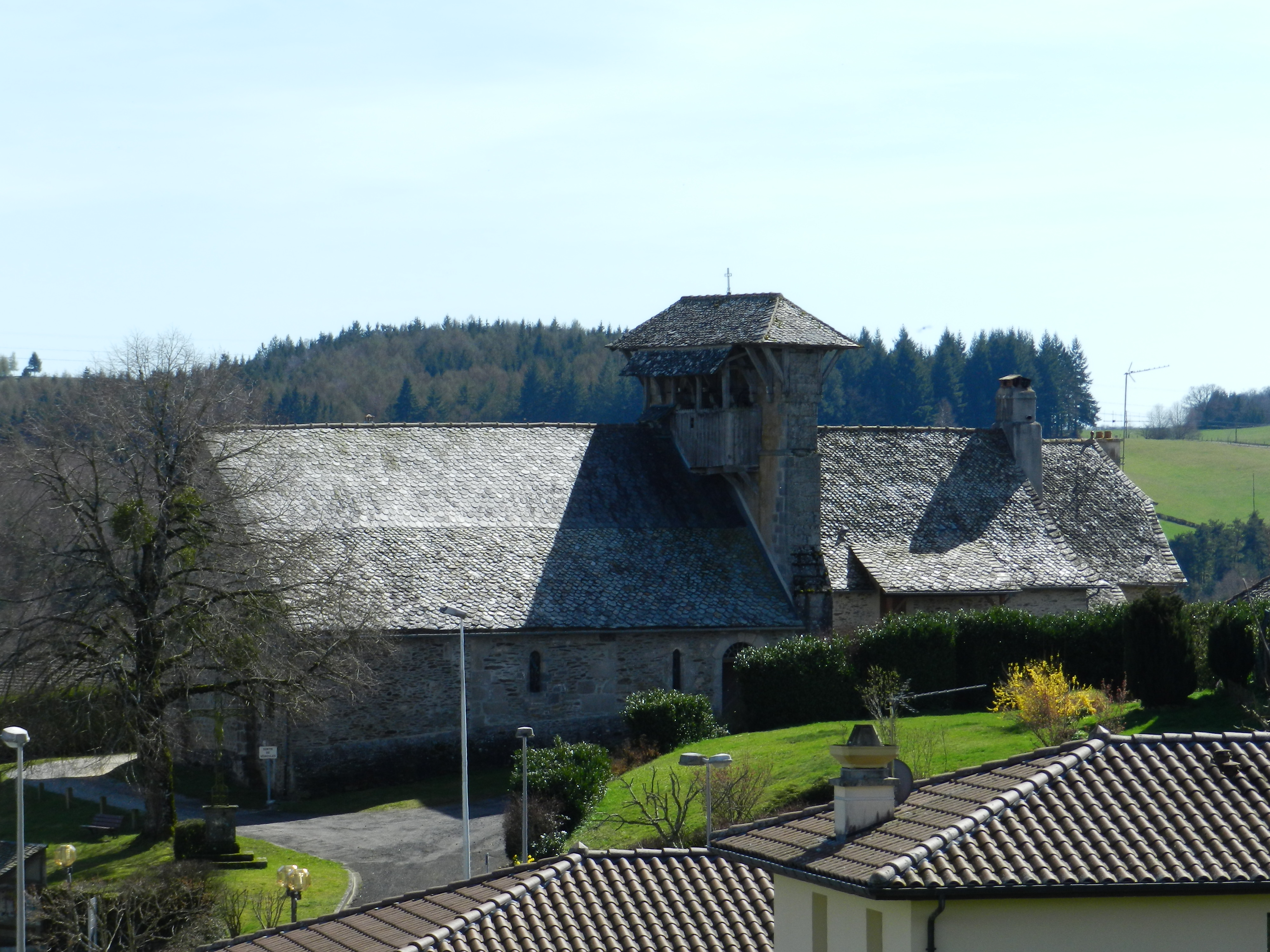
Vue sur l'église de Prunet.

- Église Saint Rémy. Datant de la période romane, c'est un bâtiment rectangulaire dominé par un clocher à peigne (l'édifice actuel a été en partie reconstruit après l'incendie de 1750). Avant les guerres de Religion, le logis du prieur était accolé à l'église. Avant la Révolution, plusieurs lignées locales y avaient droit de sépulture: les familles de Verdelon, Roquefeuil, La Roque, Daudé, Sales[19]... Plusieurs éléments sont protégés au titre des Monuments historiques : — Le retable en bois sculpté peint et doré. — Le Christ en croix représenté entre Saint-Rémy et Saint-Roch, huile sur toile au-dessus du Maître autel. — Le tabernacle à ailes, comportant chacune deux niches avec statuettes en bois sculpté au-dessus du maître autel. — Les six panneaux sculptés et peints de part et d’autre du maître autel (le ciel, le purgatoire, la mort du juste, la résurrection des corps, l’enfer et la mort du pêcheur). L'église a fait l'objet d'un important chantier de restauration en 1978. Deux vitraux contemporains représentant la Cène et la vision d’Isaïe ont été inaugurés le 28 octobre 1979.
- Croix d'Aubugues. Restaurée par des bénévoles et inaugurée le 2 août 2005.
- Croix de La Cabane. Inaugurée le 15 octobre 2006.
- Croix de Lacamp. Inaugurée le 30 juillet 2011.
- Croix de Rouanet. Inaugurée le 30 juillet 2011.
- Château de Béteilles. Propriété de la famille de Verdelon depuis le XVe siècle.
- Manoir de Cantuel. Édifice du début XVIIe siècle. En 1800, il appartenait au Procureur impérial Antoine-Bernardin Fualdès (1761-1817).

### Personnalités liées à la commune

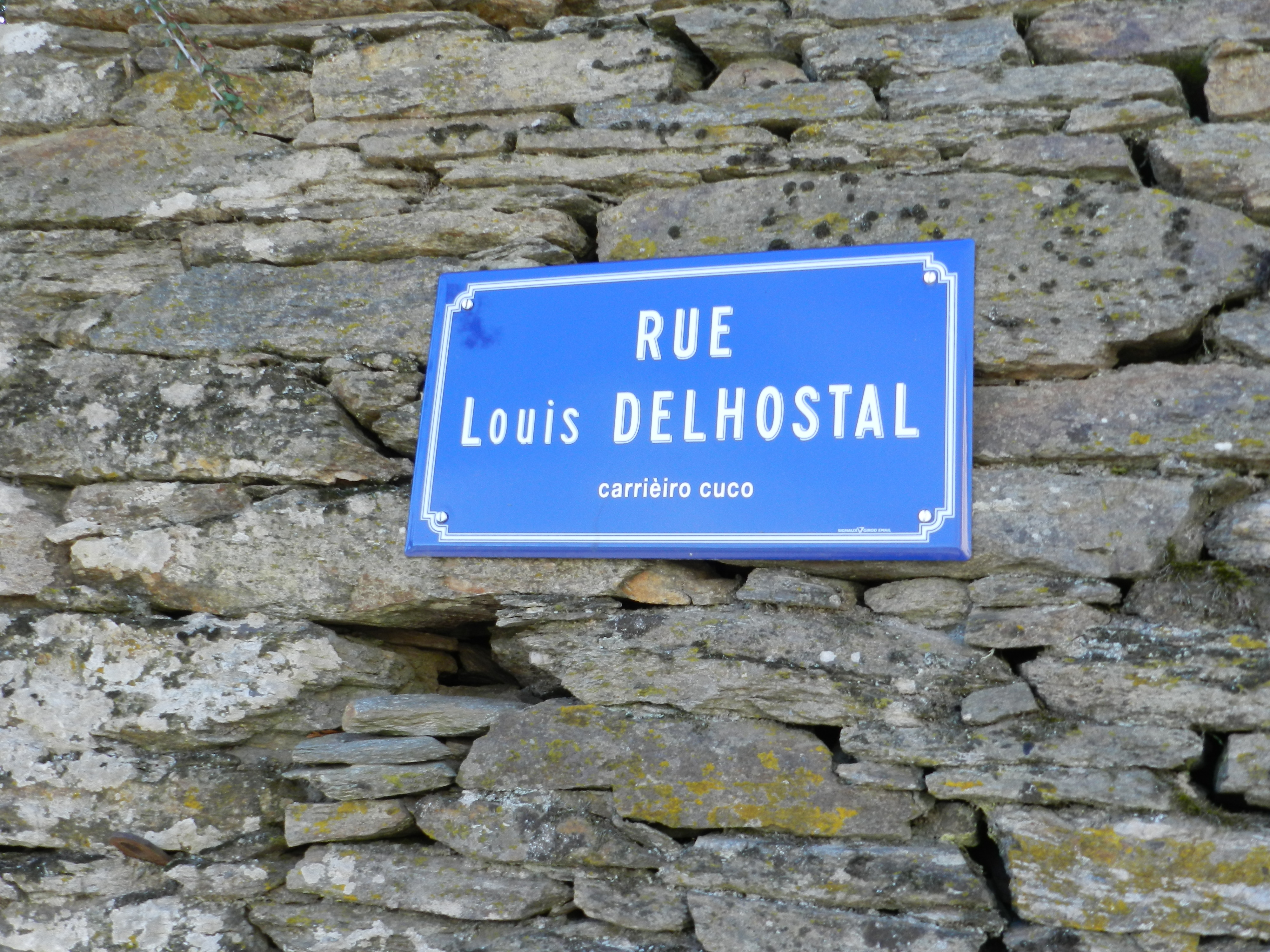
Rue Louis-Delhostal à Prunet.

- Louis Delhostal (1877-1933). Il est né au hameau du Garric (commune de Prunet). Son père était forgeron. Élève doué, il intègre l'École normale d'Aurillac d'où il sort instituteur en 1897. Son premier poste est à Marcolès puis il est nommé à Vic-sur-Cère et enfin à Thiézac en 1902. Érudit local, passionné d'histoire et de littérature ancienne, il envoyait des contributions à divers journaux régionaux. Défenseur de la langue d’oc, il fut Félibre, œuvrant des années durant auprès d'Arsène Vermenouze à la revue Lo Cobreto. Cela lui valut d'être élu « Majoral du Félibrige » et d'être également honoré du titre de « Cigalo dé la mar ». Ses œuvres les plus importantes sont Rescouto (1921), Las Piadas (1923), et Belougetas (1927). Une rue et un lotissement de Prunet portent aujourd'hui son nom.